# Ptychostomum weigelii
Ptychostomum weigelii là một loài Rêu trong họ Bryaceae. Loài này được (Spreng.) J.R. Spence mô tả khoa học đầu tiên năm 2005.